# Börnicke (Fläming)
Börnicke ist ein wüst gefallene Siedlung bei Jüterbog im Landkreis Teltow-Fläming in Brandenburg.

## Geografische Lage
Die Feldmark der früheren Siedlung liegt südöstlich des Jüterboger Wohnplatzes Neumarkt. Die Dorfstelle befand sich an der Straße von Jüterbog nach Dahme/Mark und dort nordwestlich von Hohengörsdorf. In einer Karte aus dem Jahr 1729 ist dort der Flurname Brümckenberg verzeichnet, der 1851 als Birnichenberg erschien.

## Geschichte

### 14. bis 16. Jahrhundert
Die erste urkundliche Erwähnung als Borneken stammt aus dem Jahr 1368; das Dorf war zu dieser Zeit vermutlich bereits wüst gefallen und gehörte vor 1368 der Vogtei bzw. dem Amt Jüterbog. Die von Gersdorf erhielten von vor 1368 bis nach 1383 Hebungen von vier Hufen, die zusammen 20 Scheffel Roggen und 20 Scheffel Hafer ergaben (1368) bzw. Hebungen aus vier Hufen, die jede 6 Scheffel Roggen und 6 Scheffel Hafer gaben (1383). Der Anteil fiel, wie auch alle weiteren genannten Anteile, danach an den Landesherren bzw. das Amt. Der Bürger Künecke hielt vor 1368 bis 1482 die Hebungen von einer Hufe, die 6 Scheffel Roggen und 6 Scheffel Hafer gaben (1368), 1467 außerdem noch Geld. Diesen Anteil besaß von 1482 bis 1514 der Bürger Heintz aus Jüterbog. Anschließend kam er von 1514 bis 1534 an die von Öhna sowie von 1534 bis nach 1546 an die Familie Brand (aus Treuenbrietzen?). Den vierten Anteil besaß bis vor 1368 die Familie Laurenci, bis nach 1368 die Familie Wale. Es handelte sich um Hebungen – vermutlich von zwei Hufen – die im Jahr 1368 insgesamt 18 Scheffel Roggen und 18 Scheffel Hafer gaben. Der fünfte Anteil im Umfang von drei Hufen ging von 1384 bis vor 1530 an den Elendenaltar von St. Nikolai. Den sechsten Anteil besaß vor 1466 bis 1478 der Schulze aus Langenlipsdorf. Von dort kam er von 1478 in den Besitz des Bürgers Jungermann, dessen Erben ihn bis 1611 hielten. Es handelte sich um die Hebungen aus vier Hufen, die je 6 Scheffel Roggen und 6 Scheffel Hafer gaben (1466). Dieser Anteil wurde anschließend geteilt. Den ersten Anteil mit Hebungen aus vier Hufen besaß von 1611 bis 1658 die Familie Hagen, die je 6 Scheffel Hafer erhielten (1611). Der zweite Anteil war von 1611 bis 1613 im Besitz der Familie Jungermann, anschließend für zwei Jahre im unmittelbaren Besitz des Administrators, der ihn 1615 an die von Löben weitergab. Sie hielten ihn bis 1654; von dort kam er 1654 an den kurfürstlich-brandenburgischen Hof- und Konsistorialrat Reinhart bzw. dessen Erben, die ihn bis 1769 hielten. Von 1770 bis 1815 war er im Besitz des Bürgers Balzer als Jüterbog. Es handelte sich ebenfalls um Hebungen aus vier Hufen, die je 6 Scheffel Roggen gaben (1615). Den siebten Anteil in Höhe von zwei Hufen auf dem Felde zu Börnicke besaß von 1467 bis nach 1488 der Vikar aus Magdeburg Kalow, der ihn 1488 dem Marschall Kotze aus Germersleben zur Anwartschaft überließ. Das Dorf erschien in dieser Zeit im Jahr 1384 als in campis deserte ville Borneke. In den Jahren 1385/1388 trat außerdem ein Claus borneken in Jüterbog auf. Die wüste Feldmark vf dem velde zcu Borneken vor Jutterbug glegen wurde 1466 erneut erwähnt.

### 17. und Jahrhundert
Im Jahr 1661 bewirtschafteten ein Ackersmann aus Neumarkt in Börnicke 1 ½ Hufen, der Richter eine Hufe. Zwölf Ackersleute bewirtschafteten je eine Hufe; zusammen 14 ½ Hufen. Im Jahr 1699 war die Fläche in den Hufen von Neumarkt enthalten.
Im Jahr 1704 gab es in Neumarkt zehn Güter, die in Börnecke je eine Hufe bewirtschafteten. Ein Gut besaß ½ Hufe, ein Kossät eine Hufe. Fünf weitere Kossäten besaßen je ½ Hufe, einer zusätzlich noch ein Stücklein Land vf Börnicken mit einem Scheffel Aussaat. In Summe bewirtschafteten sie nur noch 14 Hufen. Diese waren zwei Jahre später in den Hufen von Neumarkt enthalten. Im Jahr 1721 bewirtschaftete ein Ackersmann aus Neumarkt in Börnicke zwei Hufen, ein anderer Ackersmann 1 ½ hufen und ein Stück Acker auf der Börnicken Mark, die Block genannt wurde. Acht Ackersleute bwritschafteten je eine Hufe, ein Ackersmann und sechs Gärtner kümmerten sich um je ½ Hufe. Ein weiterer Gärtner besaß zusätzlich noch ein Stück Acker, der ebenfalls Block genannt wurde. Die Fläche sank auf nur noch 13 Hufen und stieg auf 17 ½ Hufen im Jahr 1747 an. Im Jahr 1858 erschien die Feldmark als zu Neumarkt gehörig, wurde 1861 letztmals als Börnicke erwähnt und ging in Neumarkt auf.